# Wenden (Sauerland)
Wenden ist eine Gemeinde in Nordrhein-Westfalen, Deutschland, mit dem gleichnamigen Zentralort und gehört zum Kreis Olpe im Sauerland. Es ist die südlichste Gemeinde des Sauerlandes.

## Geografie

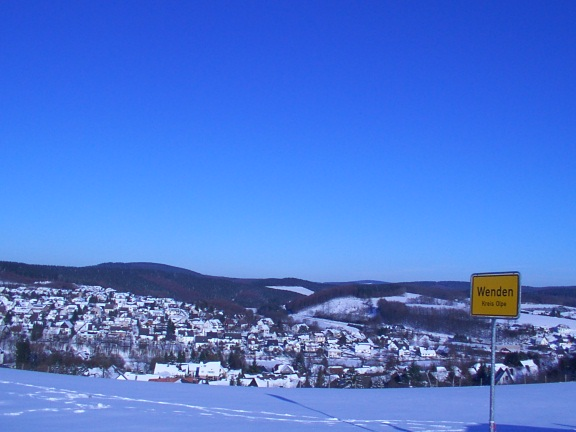
Wenden

### Geografische Lage
Wenden liegt im Südteil des Kreises Olpe innerhalb des Naturparks Sauerland-Rothaargebirge. Das Gemeindegebiet liegt auf einer Hochfläche und wird komplett durch den markantesten Fluss, die Bigge, die in Römershagen, in unmittelbarer Nähe zur rheinland-pfälzischen Landesgrenze entspringt, entwässert. Der Zentralort Wenden, Sitz der Gemeindeverwaltung, wird vom Bigge-Zufluss Wende durchflossen, in den der Bach Albe (von Norden) mündet. Im Nordwesten des Gemeindegebietes befindet sich das Autobahnkreuz Olpe-Süd, wo sich die A 4 und die A 45 kreuzen.

### Nachbargemeinden
- Olpe, Drolshagen (Kreis Olpe)
- Friesenhagen (Landkreis Altenkirchen, Rheinland-Pfalz)
- Kreuztal, Freudenberg, Siegen (Kreis Siegen-Wittgenstein)
- Reichshof (Oberbergischer Kreis)

### Gemeindegliederung
Das Gemeindegebiet wurde in folgende Ortschaften eingeteilt:
| - Altenhof/Girkhausen, - Bebbingen/Büchen/Schwarzbruch/Huppen, - Brün/Hoffnung, - Elben/Scheiderwald, - Gerlingen, - Heid/Trömbach, - Hillmicke, - Hünsborn/Löffelberg, - Möllmicke, | - Ottfingen/Wilhelmstal, - Römershagen/Döingen, - Dörnscheid, - Rothemühle/Rothenborn, - Schönau/Altenwenden, - Vahlberg, - Wenden, - Wendenerhütte |

## Geschichte

### Mittelalter

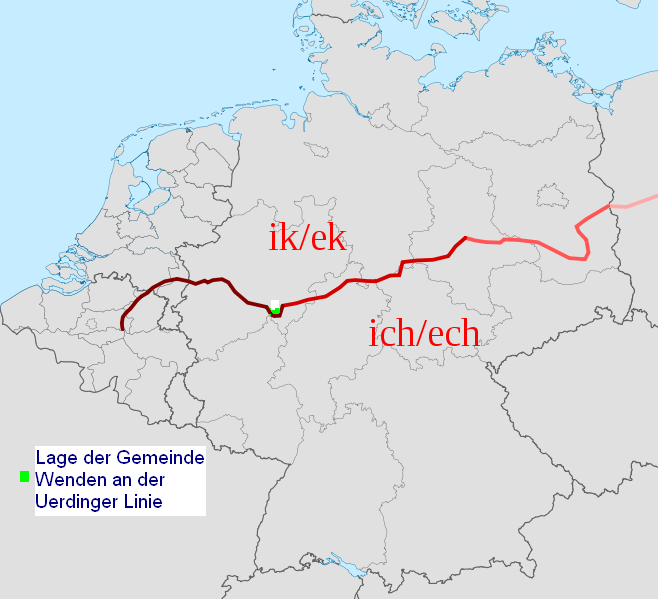
Lage Wendens (grün) an der Uerdinger Linie, der Sprachgrenze zu Siegerland, Wildenburg und Bergischem Land. Laut der Wenker-Karte befindet sich die Gemeinde Wenden (außer Römershagen) nördlich der Benrather Linie, einige Ortsteile liegen jedoch südlich der Uerdinger Linie.

Urkundlich erwähnt wurde Wenden erstmals 1151 als Wendenne in einem Abgabeverzeichnis des Stift auf dem Berge in Herford. Dieses besaß bei Wenden mehrere Besitzungen. Seit einiger Zeit gibt es die These, dass Wenden bereits 1011 in der Gründungsurkunde des Stifts genannt wurde. Dies wird von anderer Seite bestritten und argumentiert, dass es sich bei den dort genannten Wendener Höfen um Besitzungen nahe dem heutigen Bad Oeynhausen handeln würde. Die lokale Forschung stellt teilweise beide Jahreszahlen in Frage und spricht vorsichtig von einer Ersterwähnung zwischen dem Ende des 12. und Anfang des 13. Jahrhunderts.
Die Pfarrkirche von Wenden war ursprünglich eine Filialkirche von Olpe. Das Alter des Kirchturms weist darauf hin, dass das ursprüngliche Kirchengebäude im 12. Jahrhundert entstanden ist. Noch 1313 wird es als Kapelle bezeichnet. Das Patrozinium wechselte im Laufe der Zeit vom Heiligen Johannes dem Täufer auf den Heiligen Severin, weil das Besetzungsrecht beim Severinsstift in Köln lag. Wenden gehörte zum Amt Waldenburg, das der Herrschaft der Erzbischöfe von Köln unterworfen war. Diese setzten einen Richter in Wenden ein.

### Frühe Neuzeit
Zum Gericht Wenden gehörten im Jahr 1536 neben dem Dorf Wenden die Orte Elben, Schönau, Girkhausen, Altenhof, Gerlingen, Römershagen, Hünsborn, Ottfingen, Brün, Hillmicke, Heid, Rothenborn und Dörnscheid.
Wenden gehörte im 16. Jahrhundert zum Herrschaftsbereich der Familie von Fürstenberg, die die Verwaltung verschiedener kurfürstlicher Ämter innehatte. Insbesondere zur Zeit von Kaspar von Fürstenberg fanden eine Reihe von Hexenprozessen statt. Allerdings macht die bescheidene Quellenlage genauere Aussagen zurzeit nicht möglich. Es werden für die Höhepunkte der Hexenverfolgung (1628–1631) etwa 20 Fälle angenommen. Im benachbarten Olpe hingerichtet wurde beispielsweise Anna Margaretha Schmidt.

### Grenzlage
Wenden war von seiner Grenzlage geprägt. Dies galt zunächst in territorialer Hinsicht. Bei Wenden grenzten das kölnische Sauerland und das nassauische Siegerland aneinander. Am Dreiherrenstein bei Römershagen stießen in der frühen Neuzeit das kurkölnische Herzogtum Westfalen, Nassau-Siegen und die Herrschaft Wildenburg aneinander. Im Spätmittelalter und der frühen Neuzeit wurde die Grenze von Nassauer Seite gegen das kurkölnische Herzogtum Westfalen durch Landwehren und ähnliche Befestigungswerke geschützt. Teile des Kölschen Hecks lagen im Gemeindegebiet. Hier verlief auch eine alte sächsisch-fränkische Stammes- und Sprachgrenze. Es stoßen hier das niederdeutsche und oberdeutsche Sprachgebiet aneinander. Nach der Reformation verlief hier auch eine Konfessionsgrenze zwischen katholisch gebliebenen und evangelischen Gebieten.

### Montangeschichte
Im Bereich der heutigen Gemeinde Wenden gab es an verschiedener Stelle bergbauliche Tätigkeiten. Über den frühen Bergbau ist allerdings wenig bekannt. Dass es diesen gegeben haben muss, belegen verschiedene Fundstätten von Rennfeueröfen. Schwerpunkte lagen östlich von Gerlingen, bei Hünsborn, bei Huppen und Büchen sowie entlang der Wende bis Altenhof. Die Untersuchung des Rennfeuerplatzes Wilsmicke bei Elben ergab eine Datierung in die Zeit zwischen dem 11. und 13. Jahrhundert. Auch im Bereich Gerlingen dürfte der Bergbau bis ins hohe Mittelalter zurückgehen. Im Bereich Hünsborn ergaben chemische Untersuchungen, dass dort allerdings Erze aus dem Siegerland verhüttet wurden. Auch aus späterer Zeit finden sich Spuren von Schmieden und Hütten.

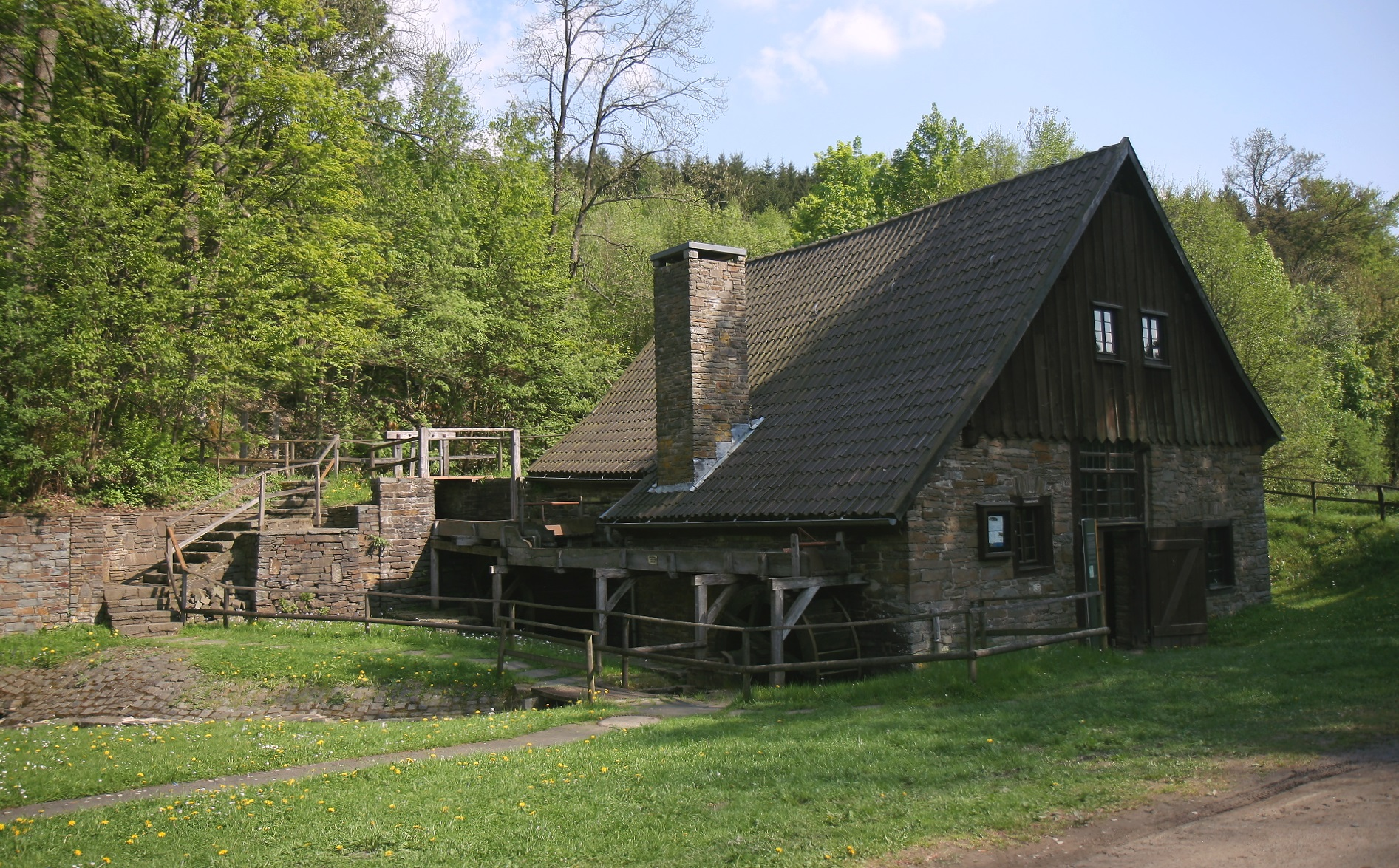
Hammerwerk der Wendener Hütte

Mit einer Ausnahme beginnen schriftliche Nachrichten für den Bergbau erst in der Zeit nach dem Dreißigjährigen Krieg. Später lassen sich mehrere kleine Reviere im Gemeindegebiet unterscheiden. Die größte Zahl von Gruben lag zwischen Thieringhausen und Elben im Bereich des Altenbergs. Das Kleinrevier reichte bis in das Gebiet von Olpe hinein. Der Altenbergerzug erstreckte sich über eine Länge von etwa 3,2 km Länge zwischen Gerlingen und Elben. Man fand dort vor allem Braun- und Spateisenstein. Erste Nachrichten stammen aus dem Jahr 1668. Teile der Gruben waren im Besitz des Hauses Fürstenberg später in dem der von Brabecks. Auch die Familie Remy als Besitzerin der Wendener Hütte und andere bürgerliche Gewerke hatten dort Grubenbesitz. Mit Unterbrechungen wurde der Bergbau dort bis 1920 betrieben.
Ein weiteres Revier lag südlich der Straße zwischen Möllmicke und Wenden. Der Kern war der Junkernbergerzug. Dieser hat eine Länge von 1,8 km. Im Jahr 1734 wurde Johannes Ermert, der Gründer der Wendener Hütte, mit der Grube Schmidtseifen belehnt. Im 19. Jahrhundert erlebte die Suche nach Erz dort einen kurzen Boom. Der Bergbau wurde aber bereits 1868 eingestellt. Ein drittes Revier lag bei Ottfingen mit dem Vahlberger Zug. Bereits im 15. Jahrhundert soll es dort Bergbau gegeben haben, allerdings fehlen dazu die Belege. Berichte existieren erst seit dem 18. Jahrhundert. Auch hier war die Familie Remy aktiv. Das Kloster Drolshagen investierte Ende des 18. Jahrhunderts hier bis zu 40.000 Reichstaler, um im großen Stil Eisenerz für die Verhüttung abzubauen. Dies scheiterte aber an Wasserhaltungsproblemen. Der Konkurs des Klosterprojekts hatte noch jahrzehntelange Rechtsstreitigkeiten zur Folge. Die Grube Vahlberg wie auch die Verhüttung wurden, wenn auch unregelmäßig, weiter betrieben. Der Abbau ging bis zum Ersten Weltkrieg weiter. Schriftlich belegt ist seit 1668 eine Eisenhütte bei Elben, die bis zu Beginn des 19. Jahrhunderts Bestand hatte. Die bedeutendste Hütte war die Wendener Hütte, die 1728 gegründet wurde und bis 1866 Bestand hatte.
Anfang des 20. Jahrhunderts wurde versucht, Platin abzubauen. Dazu wurde der Stollen Schlegelsberg (vormals Stollen Burmester) angelegt. Nach ein paar Jahren des unergiebigen Abbaus wurde die Gewinnung eingestellt. Pläne, den Stollen zum Schaubergwerk auszubauen, wurden aufgenommen, sind aber gescheitert. Inzwischen ist das ehemalige Bergwerk wieder verschlossen.

### 19. und 20. Jahrhundert
Bis 1802 war Wenden Teil des Herzogtums Westfalen. Danach waren die Hessen 14 Jahre Landesherren, bis sie 1816 von den Preußen abgelöst wurden. Während der Hessenzeit kam das Gericht Wenden an das Amt Olpe.
Seit 1817 gehört Wenden zum Kreis Olpe, der aus dem Kreis Bilstein hervorging. 1843/1844 wurde das Amt Wenden aus den Gemeinden Wenden und Römershagen gebildet. Die neue Gemeinde Wenden entstand durch das Gesetz zur Neugliederung des Landkreises Olpe aus dem Zusammenschluss von Wenden und Römershagen am 1. Juli 1969. Sie umfasst seitdem genau das ehemalige Amt Wenden, das gleichzeitig aufgelöst wurde.
Die montangewerblichen Ansätze änderten nichts daran, dass der überwiegende Teil der Bevölkerung von der Landwirtschaft lebte, zumal nach dem Ende der Wendener Hütte eine nennenswerte industrielle Entwicklung ausblieb. Auf Grund der schlechten Bodenverhältnisse und der verbreiteten Realteilung konnten sich viele Familien nur schwer von der Landwirtschaft ernähren.

## Religion

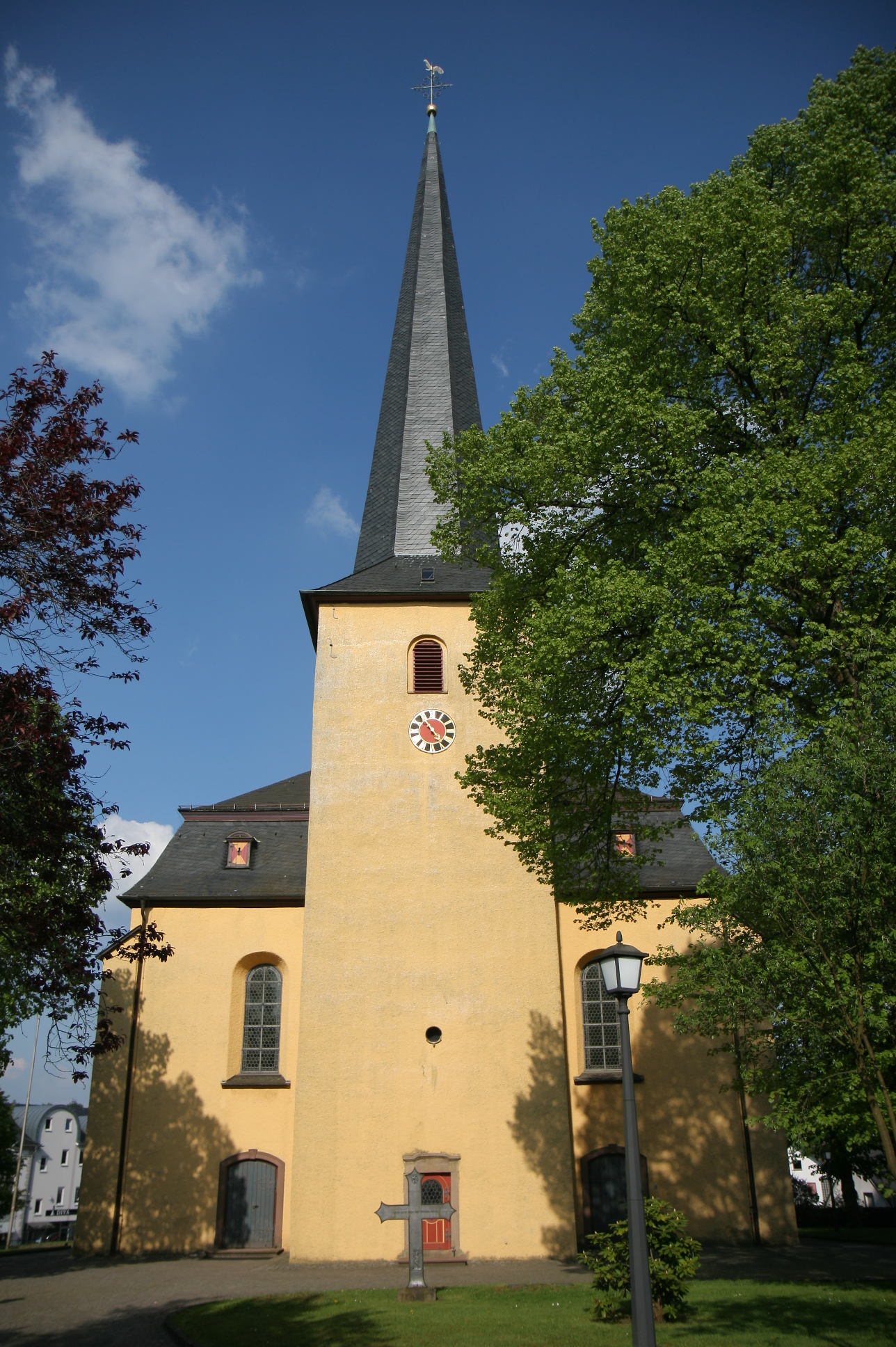
St. Severinus in Wenden

Die Bewohner der Gemeinde Wenden gehören mit großer Mehrheit der römisch-katholischen Konfession an. Mit Ausnahme von Möllmicke und Rothemühle verfügt jede größere Ortschaft über eine römisch-katholische Kirche oder Kapelle. Im Zentralort Wenden ist es die älteste und größte Kirche der Gemeinde, St. Severinus, in Hünsborn die Pfarrkirche St. Kunibertus. In Gerlingen gibt es außer der römisch-katholischen Kirche auch ein neuapostolisches Versammlungshaus.
Ein regional bedeutender Wallfahrtsort für römisch-katholische Christen ist die Dörnschlade, zwischen den Ortsteilen Hünsborn, Wenden und Altenhof mitten im Wald gelegen. Der Legende nach wurde dort eine aus der Wendener Kirche gestohlene Marienstatue gefunden. Die Kapelle wird von vielen Gläubigen zum Gebet genutzt. Unter anderem nutzt auch die regionale KAB die Dörnschlade für die jährliche Wallfahrt.
Nach dem Zweiten Weltkrieg zogen zahlreiche Flüchtlinge aus den ehemaligen reichsdeutschen Ostgebieten in das damalige Amt Wenden und siedelten sich überwiegend in den Ortsteilen Vahlberg und Rothemühle an. So entstand in den 1950er-Jahren die evangelische Kapelle Rothemühle. In den 1980er-Jahren kam das evangelische Gemeindezentrum im Zentralort Wenden hinzu, das der Kapelle in Rothemühle rasch den Rang ablief. 2006 wurde vom Presbyterium der Evangelischen Kirchengemeinde Olpe, zu der Wenden gehört, der Beschluss gefällt, die Kirche in Rothemühle aufzugeben. Der Kapellenbauverein Rothemühle übernahm daraufhin die finanzielle Verantwortung für die Kirche, so dass ihr Bestand garantiert ist. Inzwischen ist das Gemeindezentrum in Wenden mit einem Glockenturm ergänzt worden, der es auch optisch zur Kirche macht.
Seit den 1960er-Jahren leben zahlreiche Muslime und Griechisch-Orthodoxe in der Gemeinde Wenden. Im Zentralort gibt es eine Moschee des Dachverbandes Verband der Islamischen Kulturzentren.

## Politik

### Gemeinderat

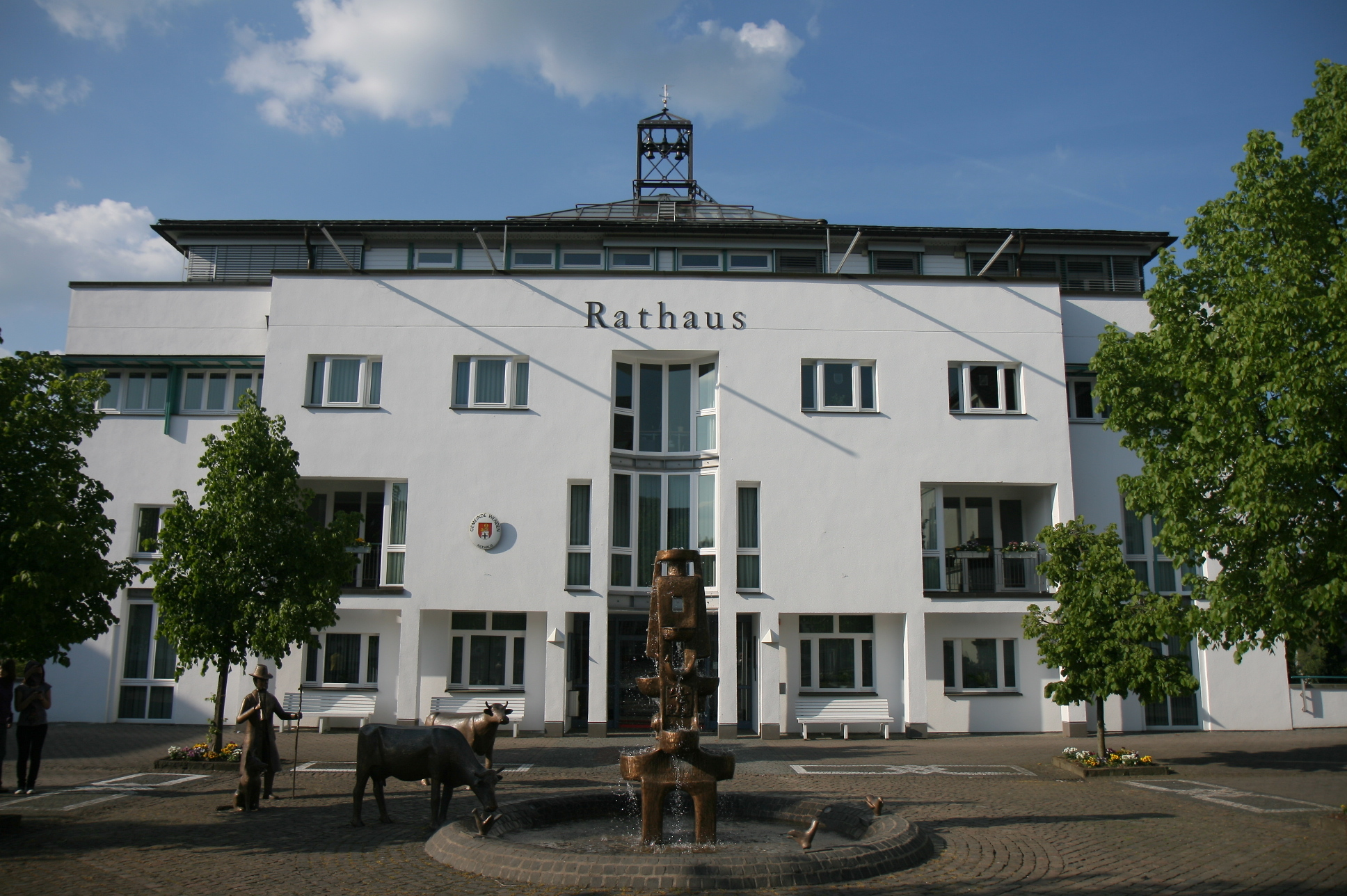
Rathaus

Bei der Kommunalwahl am 13. September 2020 kam es bei einer Wahlbeteiligung von 60 % (+ 8,1) zu folgendem Ergebnis:
| Partei / Liste        | Stimmen | +/−   | Sitze | +/− |
| --------------------- | ------- | ----- | ----- | --- |
| CDU                   | 47,89 % | − 7,6 | 17    | − 2 |
| SPD                   | 20,89 % | − 2,8 | 8     | ± 0 |
| UWG                   | 17,41 % | + 6,7 | 6     | + 2 |
| Bündnis 90/Die Grünen | 13,80 % | + 3,8 | 5     | + 2 |

### Bürgermeister und Gemeindedirektoren
Von 1969 bis 1994 hieß das Amt des Verwaltungschefs in Wenden Gemeindedirektor. Die Bürgermeister waren ehrenamtlich und hatten repräsentative Aufgaben sowie den Vorsitz des Gemeinderats. Seit 1994 gibt es einen hauptamtlichen Bürgermeister. Er leitet den Gemeinderat und ist zugleich Verwaltungsleiter. Als letzter Gemeindedirektor wurde Peter Brüser vom Rat der Gemeinde zum ersten hauptamtlichen Bürgermeister gewählt, ab der nächsten Kommunalwahl wählten dann die Bürger den Bürgermeister.
| Bürgermeister    | Amtszeit  | Partei              |
| ---------------- | --------- | ------------------- |
| Roderich Schrage | 1969–1989 | CDU                 |
| Kunibert Kinkel  | 1989–1994 | CDU                 |
| Peter Brüser     | 1994–2015 | CDU bzw. unabhängig |
| Bernd Clemens    | 2015–     | CDU                 |

| Gemeindedirektoren (1969–1992) | Amtszeit  |
| ------------------------------ | --------- |
| Rudolf Schneider               | 1969–1972 |
| Winfried Metzenmacher          | 1972–1992 |
| Peter Brüser                   | 1992–1994 |

### Wappen und Banner

#### Wappen

Wappen

Der Gemeinde ist mit Urkunde des Regierungspräsidenten in Arnsberg vom 6. April 1970 das Recht zur Führung eines Wappens verliehen worden.
Blasonierung: „In Rot wachsend in Halbfigur ein golden nimbierter Heiliger mit goldenem Bart und Haupthaar, in natürlichen Farben, in der Rechten ein goldenes Lamm auf einem goldenen Buch tragend und einen goldenen Kugelkreuzstab in der Linken haltend, oben mit einem goldenen Fell, unten mit einem silbernen Leinen gewandet, dieses belegt mit einem silbernen Schild, darin ein durchgehendes schwarzes Balkenkreuz.“

Banner

Das Wappen zeigt den Schutzpatron der Gemeinde, Johannes den Täufer, mit dem Wappen des Kurfürstentums Köln, zu dem Wenden lange gehörte. Die Gemeinde Wenden hat dieses Wappen nach der kommunalen Gebietsreform vom Amt Wenden übernommen.

#### Banner
Der Gemeinde Wenden ist ferner mit Urkunde des Regierungspräsidenten in Arnsberg vom 11. Juni 1970 das Recht zur Führung einer Flagge verliehen worden.
Beschreibung des Banners: „Rot-Weiß-Rot im Verhältnis 1:3:1 längsgestreift, mit dem Gemeindewappen in der Mitte der oberen Hälfte.“

### Städtepartnerschaften
Eine Partnerschaft entstand im Zuge der deutschen Einheit mit Dingelstädt in Thüringen. Die Partnerschaft wurde zunächst sehr aktiv betrieben, etwa durch Austausch von Verwaltungsmitarbeitern und läuft heute auf niedrigem, aber konstantem Niveau. Beispielsweise ist der Bürgermeister aus Dingelstädt regelmäßiger Gast bei der jährlichen Großveranstaltung „Wendener Kirmes“.
Am 28. Juni 2016 wurde die Partnerschaftsurkunde unterschrieben, die den Aufbau einer Partnerschaft zwischen Wenden und der ungarischen Gemeinde Lepseny besiegelt. Die Verpackungsfirma „SiBO“ unterhält sowohl in Wenden als auch in Lepseny Betriebszweige, Inhaber Bernd Hesse bahnte die Partnerschaft an.

## Kultur und Sehenswürdigkeiten

### Theater
- Sauerland-Theater Hillmicke: Laientheater; führt immer im November in der Aula des Schulzentrums Wenden auf.
- Theaterverein Hünsborn: Laientheater mit Kinder- und Jugendtheatergruppe; Aufführungen im März und April.
- Theaterfrauen Möllmicke: Laientheater, Aufführungen alle zwei Jahre in der Aula der Konrad-Adenauer-Schule Wenden sowie jährlich zum Karneval in der Dorfgemeinschaftshalle in Möllmicke.

### Museen

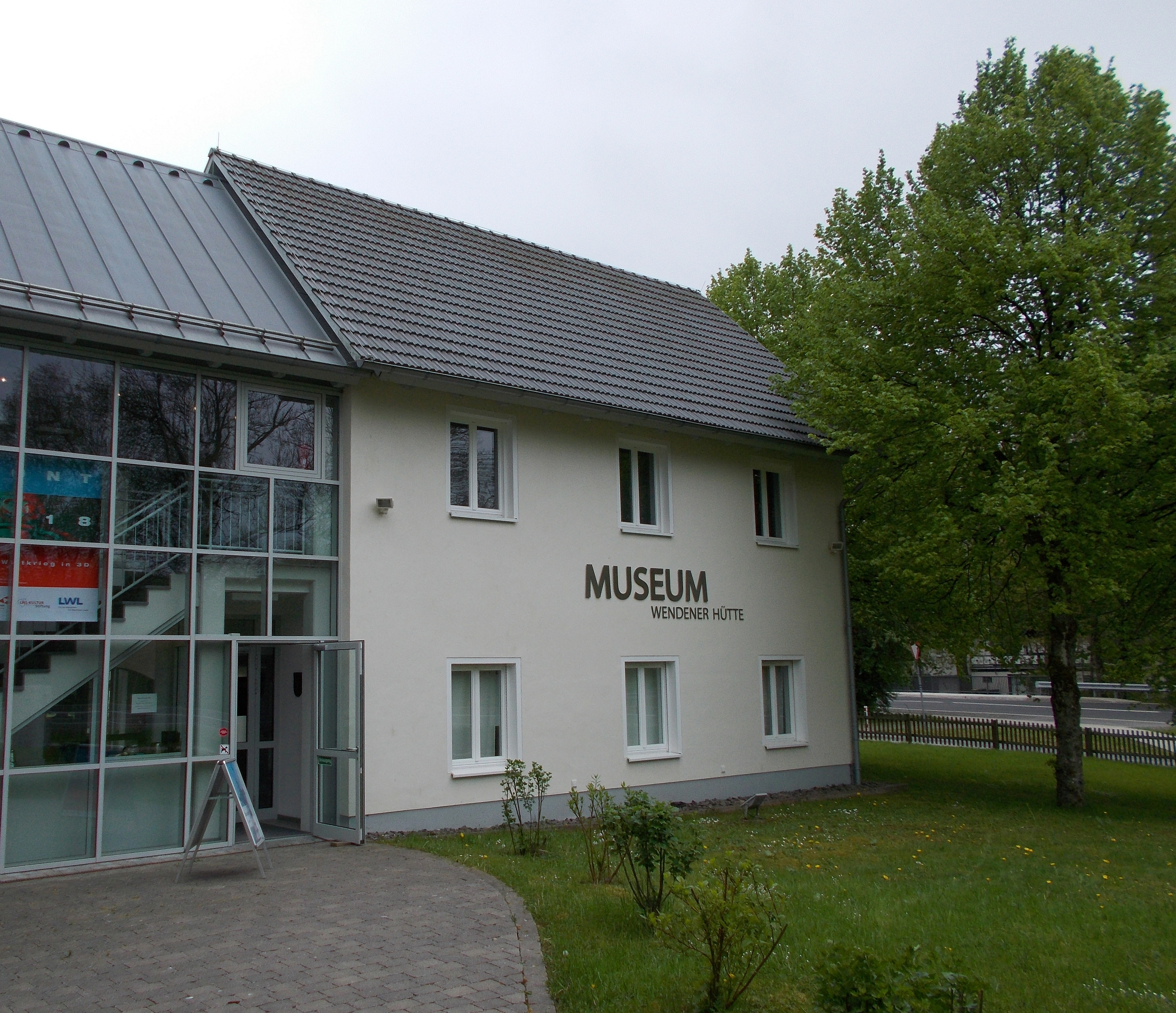
Museum Wendener Hütte

Die Wendener Hütte ist ein technisches Kulturdenkmal und eine der ältesten noch erhaltenen Holzkohle-Hochofenanlagen im deutschsprachigen Raum. Sie kann zu den Öffnungszeiten kostenlos besichtigt werden.

### Musik
Die Gemeinde Wenden ist bekannt für die Vielzahl an Musikvereinen (Altenhof, Gerlingen, Heid, Hillmicke, Hünsborn, Ottfingen, Wenden), Spielmannszügen (Ottfingen, Wenden) und fast 40 Chören. Fast jeder größere Ortsteil verfügt über ein Blasorchester und mehrere Chöre.

### Chöre
Rund 30 Musik- und Gesangvereine, darunter zahlreiche Meisterchöre, prägen auch heute noch durch Konzerte und sonstige Darbietungen das kulturelle und gesellschaftliche Leben der Gemeinde.

### Bauwerke

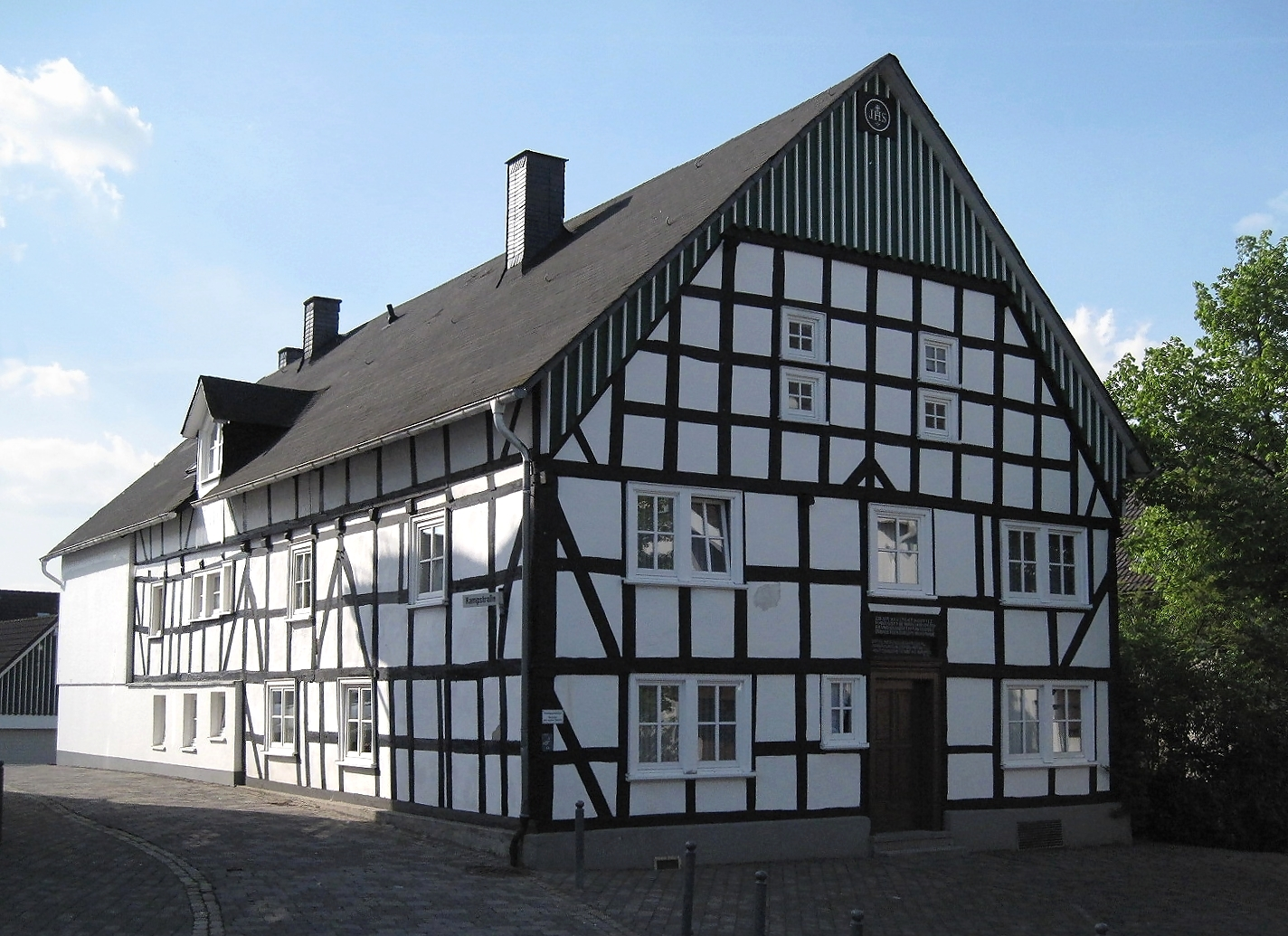
Denkmalgeschütztes Wohnhaus Bergstraße 8 (erbaut 1757)

Die Wallfahrtskapelle Dörnschlade ist 1864 durch den Architekten Vincenz Statz als Ersatz eines älteren und wesentlich kleineren Vorgängerbaues errichtet worden. Die Kapelle befindet sich in der Nähe des Ortes Altenhof und ist über die Verbindungsstraße zwischen Hünsborn und Wenden leicht zu erreichen. An den Sonntagen nach dem Fest Mariä Heimsuchung (2. Juli) und Mariä Geburt (8. September) finden Prozessionen von Altenhof und Wenden zur Dörnschlade statt, die anschließend mit Gottesdiensten an der Dörnschlade beendet werden.
Die Pfarrkirche St. Severinus wurde um 1750 bis 1752 von Franz Beyer gebaut. Die Altäre und die meisten Heiligenfiguren schmückten schon die Vorgängerkirche, von der auch noch der wuchtige Turm stammt. (Die neue Kirche wurde über der alten errichtet, die dann erst bei fortgeschrittenen Bauarbeiten abgebrochen wurde.) Die Kanzel, die Strahlenmadonna und die Orgel sind um 1755 neu in die Kirche hineingenommen worden. Vorbild für die Namensgebung dürfte die Kirche St. Severin in Köln gewesen sein. Die letzte umfassende Renovierung fand von 1986 bis 1988 statt. Dabei wurde die Kirche weitestgehend so ausgestaltet, wie sie im 18. Jahrhundert erbaut wurde. Das Mansarddach der fünfjochigen Hallenkirche für den Kirchenbau ist in Westfalen unüblich.
Die Holzkohle-Hochofenanlage Wendener Hütte ist ein frühindustrielles Kulturdenkmal und wird als Museum präsentiert.
Die Pfarrkirche St. Antonius Einsiedler im Ortsteil Gerlingen wurde 1897 eingeweiht.

### Naturschutzgebiete

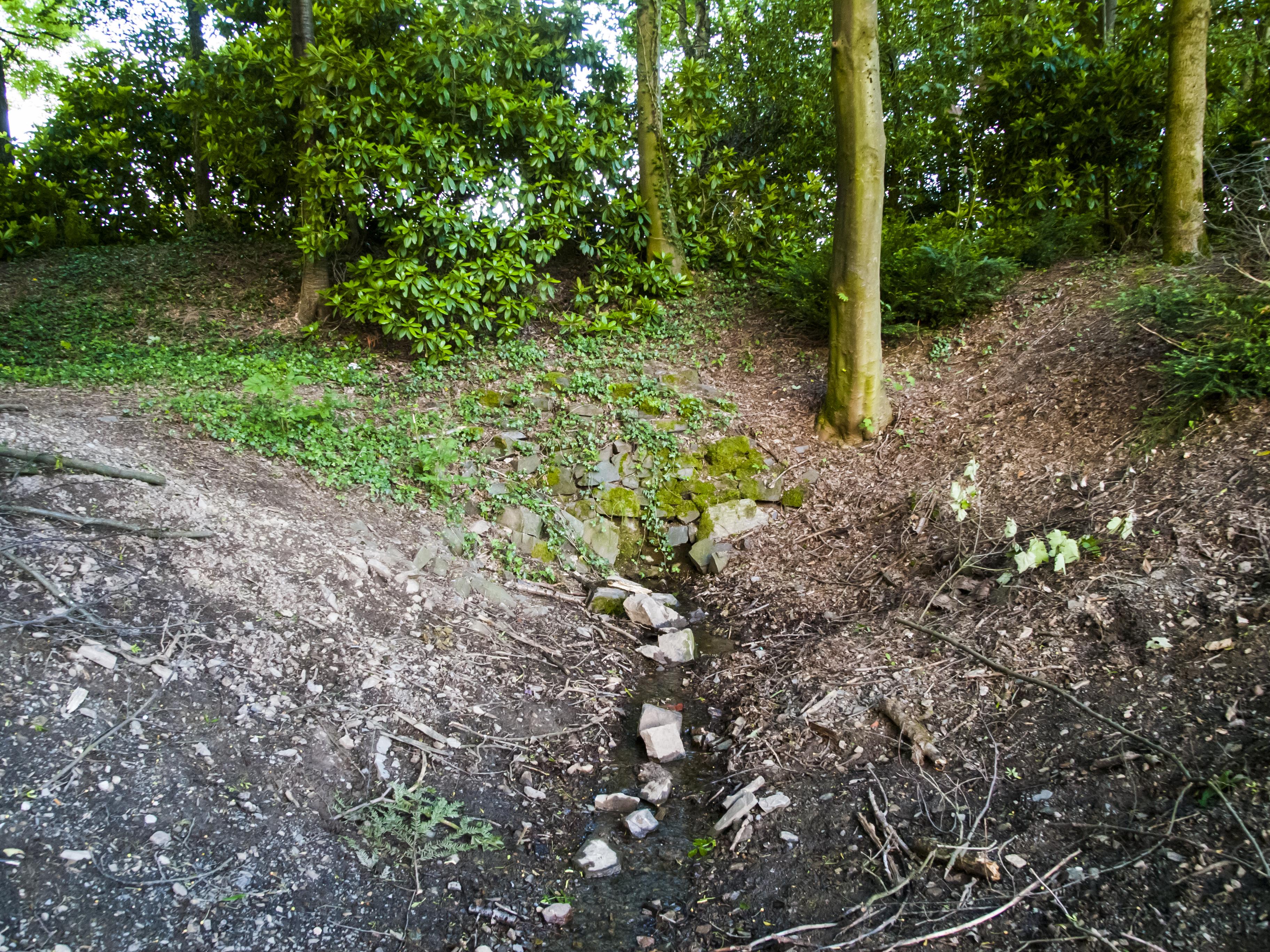
Biggequelle

Im Gemeindegebiet gibt es die zehn ausgewiesenen Naturschutzgebiete Kallerhöh und Limmicketal (82 ha), Großmicketal (134 ha), Wiehbruch (39 ha), Wendequellgebiet (15 ha), Mittagsbrüche (56 ha), Dermichetal (18 ha), Biggequellgebiet (12 ha), Biggetal (35 ha), Benze und Binsebach (26 ha) und Steinkuhle und Hillmickebach (26 ha).
Es gibt in Wenden sechs Naturdenkmale. Bei den Naturdenkmälern handelt es sich um Einzelbäume oder Baumgruppen. Im Gemeindegebiet befinden sich auch sechs geschützte Landschaftsbestandteile (LB).
Das gesamte Gemeindegebiet ist Teil des Naturparks Sauerland-Rothaargebirge. Seit dem 30. November 2006 gibt es für das Gemeindegebiet den Landschaftsplan Wenden – Drolshagen Nr. 4. Dort sind Flächen außerhalb der bebauten Ortsteile und des Geltungsbereichs eines Bebauungsplans als Landschaftsschutzgebiet ausgewiesen, sofern kein höherer Schutzstatus wie beispielsweise ein Naturschutzgebiet besteht. In Wenden gibt es zwei Landschaftsschutzgebiete. Es sind dies das Landschaftsschutzgebiet Wenden – Drolshagen  Typ A mit 8875 ha und das Landschaftsschutzgebiet Wenden – Drolshagen  Typ B mit 1004 ha. Dabei liegt jeweils ein Teil der beiden Landschaftsschutzgebiete auf dem Gebiet von Drolshagen. Landschaftsschutzgebiet Typ A, steht für Allgemeiner Landschaftsschutz, während Typ B für Besonderer Landschaftsschutz: Schutz prägender Wiesentäler und besonderer Funktionsräume steht. Im Landschaftsschutzgebiet Typ A ist unter anderem das Errichten von Bauten und Erstaufforstungen, auch die Neuanlage von Weihnachtsbaumkulturen, verboten. Im Typ B besteht zusätzlich ein Umwandlungsverbot von Grünland und Grünlandbrachen. Das Landschaftsschutzgebiet Typ B besteht aus mehreren Teilflächen, während das Landschaftsschutzgebiet Typ A eine zusammenhängende Fläche bildet, in dem alle anderen Schutzgebiete und die bebauten Bereiche innerhalb des Plangebietes liegen.
Im Gemeindegebiet befinden sich auch zahlreiche wegen ihrer Seltenheit geschützte Biotope wie Quellen und Felsen. Sie stehen wegen der Seltenheit, unabhängig von den oben genannten Schutzkategorien unter Schutz.
Neben anderen Vogelarten kommen in Wenden die Großvögel Graureiher, Habicht, Rotmilan, und Kolkrabe vor.

### Sport
Eine Aula mit ca. 600 Sitzplätzen und ansprechender Bühnenanlage, eine große Sporthalle mit Spielfeld und Tribüne sowie zahlreiche neuwertige Sportplatzanlagen und eine Schwimmhalle geben Vereinen, Einwohnern und Besuchern vielfältige Möglichkeiten zur aktiven Freizeitgestaltung.

### Regelmäßige Veranstaltungen
Die Wendsche Kärmetze (Wendener Kirmes) gilt als das größte Volksfest in Südwestfalen und wird von offizieller Seite entsprechend beworben. Sie findet am dritten Dienstag im August sowie am Samstag und Sonntag zuvor statt. Am Dienstag findet eine Tierschau mit Prämierung der Tiere in verschiedenen Klassen statt. Von anderen Kirmesveranstaltungen unterscheidet sich die Wendsche Kärmetze dadurch, dass während der ganzen Zeit ein Markt stattfindet, auf dem die unterschiedlichsten Artikel angeboten werden. Außer den vielen Markthändlern kommen viele Betreiber von Fahrgeschäften mit ihren Karussells und anderen Attraktionen.
Bekannt ist ebenfalls der Schönauer Karneval. Aufwendig hergestellte Motivwagen und zahlreiche Fußgruppen lassen Rosenmontag einen kilometerlangen Lindwurm entstehen, der sich unter den Augen von bis zu 15.000 Besuchern durch die Straßen des 1400-Seelen-Ortes Schönau schlängelt. Der Schlachtruf der Schönauer Karnevalisten lautet: Schönau Helau. Das Vereinslied beginnt mit den Zeilen „Von Schönau bis Bockenbach – da wird geschunkelt und gelacht“ (Bockenbach ist der Nachbarort im Siegerland). In über 40 Jahren hat sich der Karnevalsverein Schönau-Altenwenden zu einer festen Größe im südwestfälischen Karnevalsgeschehen etabliert. Seine beiden Tanzgarden, Rote sowie Blaue Funken, repräsentieren den Verein auf zahlreichen regionalen wie überregionalen Veranstaltungen.
Meistens am ersten November-Wochenende findet der Südsauerlandlauf statt. Dieser Traditionslauf (2005: 30. Ausgabe) wird durch die SG Wenden veranstaltet. In den vergangenen Jahren wurden immer auch erfolgreiche nationale Laufasse begrüßt (z. B. 2005: Sabrina Mockenhaupt) Bambinilauf (500 m), Schülerläufe (2 km), Volkslauf (5 km), Hauptlauf (10 km) und Nordic Walking (9 km) ziehen bis zu 800 Teilnehmer an. Somit größter Lauf in Südwestfalen. Integriert als Lauf im Ausdauer-Cup.

## Wirtschaft und Infrastruktur

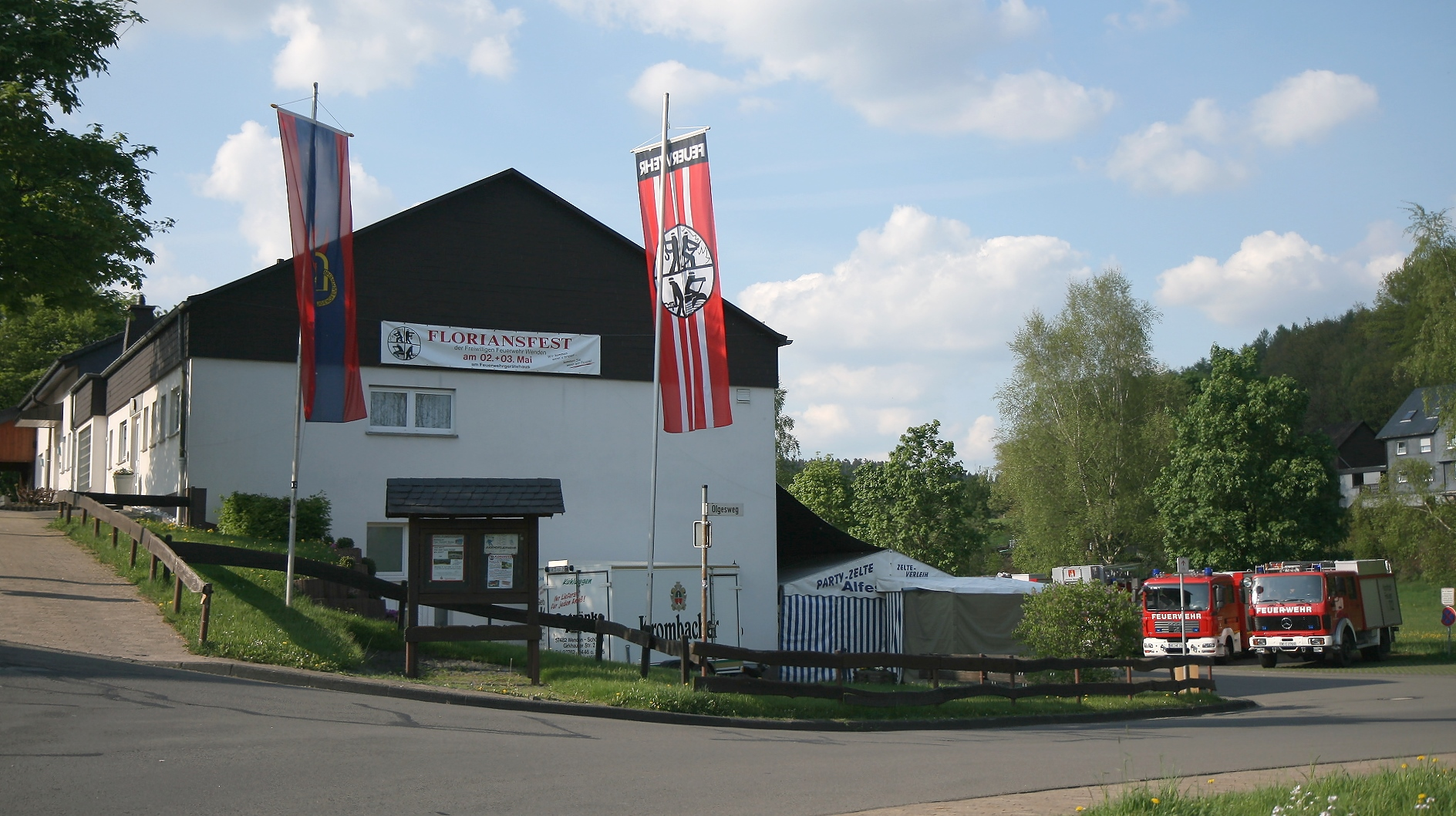
Feuerwehrhaus beim Floriansfest 2009

Bis in die Zeit nach dem Zweiten Weltkrieg lebte der größte Teil der Einwohner von der Land- und Forstwirtschaft. Durch die Umstrukturierung in der Landwirtschaft gaben zahlreiche Landwirte ihre Betriebe auf. Die Zahl der Auspendler stieg deutlich an. Dies änderte sich erst mit dem Bau der Autobahnen A 4 und A 45. Dadurch verbesserte sich die verkehrsgeographische Lage beträchtlich und die Gemeinde wurde als Wirtschaftsstandort attraktiver. In Hünsborn und Gerlingen entstanden Industrie- und Gewerbegebiete zur Ansiedlung von Betrieben.

### Ansässige Unternehmen
- WeberHaus GmbH & Co. KG
- Muhr Metalltechnik GmbH & Co. KG [Automobilzulieferer & Heizkörperbau]
- Berker
- Gewiss Deutschland GmbH (ehem. SCHUPA)
- Elexis-Gruppe mit der Firma EMG Automation
- Prime Drilling GmbH (Richtbohranlagen für Horizontalbohrung)
- NIRO Wenden GmbH als Teil der SIJ Gruppe (Edelstahlbearbeitung)
- Zoz GmbH, Nanotechnologie-Unternehmen von Henning Zoz
- Kabelschlepp GmbH (Energieführungsketten für den Maschinen- und Anlagenbau)
- Dornseifer GmbH, Lebensmittelhandel und -produktion
- Sunflex Aluminiumsysteme GmbH (Wintergärten, Falt-Schiebeelemente)

### Verkehr

#### Straße
Die Gemeinde Wenden wird von zwei Bundesautobahnen erschlossen:
- der A 4 (E 40) Aachen–Görlitz Anschlussstelle: Wenden (im Autobahnkreuz Olpe-Süd) und
- der A 45 (Sauerlandlinie) (E 41) Dortmund–Aschaffenburg. Anschlussstelle: Wenden (im Autobahnkreuz Olpe-Süd).

Dennoch führt keine Bundesstraße durch die Gemeinde. Hauptverkehrswege sind die Landstraßen L342, L512, L564, L714 und L905.

#### Bus- und Schienenverkehr
Im Straßenpersonennahverkehr verkehren zahlreiche Buslinien, die Wenden auch mit seinen Nachbargemeinden und -städten verbinden. Betreiber sind die Verkehrsbetriebe Westfalen-Süd (VWS) mit Sitz in Siegen und die Bahn-Tochter Busverkehr Ruhr-Sieg (BRS). Die Linien R 50, R53 und R 51 sind die wichtigsten Buslinien, die von Siegen, Kreuztal und Olpe nach Wenden führen.
Heute gibt es auf dem Gemeindegebiet keinen eigenen Schienenverkehr mehr. Früher bestand eine Schienenanbindung an die heutige Biggetalbahn. Der Abschnitt Freudenberg–Rothemühle wurde 1987, der Streckenteil Rothemühle–Olpe im Jahre 2000 stillgelegt und 2005 abgebaut.

### Bildung
Die Gemeinde Wenden hat insgesamt drei Grundschulen an vier Standorten, eine Gemeinschaftshauptschule, eine Realschule und eine Gesamtschule. Zudem hat die Janusz-Korczak-Schule eine Förderschule des Kreises Olpe einen Teilstandort in Wenden. Folgende Schulen und Bildungseinrichtungen sind in Wenden ansässig:
- Grundschulen
  - Katholische Grundschule Gerlingen
  - Gemeinschaftsgrundschule Hünsborn (bis 31. Juli 2017 Katholische Grundschule Hünsborn)
  - Grundschulverbund „Wendener Land“ mit dem Hauptstandort Wenden und Rothemühle. Der Teilstandort Ottfingen wurde auf Vorschlag des Bürgermeisters Bernd Clemens und des am 20. April 2016 folgenden Ratsbeschlusses im Sommer 2016 geschlossen.
- Weiterführende Schulen
  - Gesamtschule Wenden

## Persönlichkeiten

### In der Gemeinde Wenden geboren
- Anna Margaretha Schmidt (1684–1696), letztes Opfer der Hexenverfolgung in Olpe, im Alter von zwölf Jahren hingerichtet
- Johannes Dornseiffer (1837–1914), Pastor in Eslohe, Begründer der (landwirtschaftlichen) Winterschule in Fretter, Mitbegründer mehrerer Spar- und Darlehnskassen im Raum Finnentrop
- Wilhelm Schneider (1847–1909), Bischof des Bistums Paderborn
- Caspar Klein (1865–1941), Erzbischof des Erzbistums Paderborn
- Werner Arens (1924–2010), römisch-katholischer Theologe
- P. Maurus Kaufmann OSB (1871–1948), von 1926 bis 1948 erster Abt der Benediktiner-Abtei Dormitio-Abtei in Jerusalem
- Aloys Butzkamm (1935–2016), römisch-katholischer Priester, Theologe, Psychologe, Kunsthistoriker und Autor
- Clemens August Wurm (* 1942), Historiker und Hochschullehrer
- Heribert Niederschlag SAC (* 1944), Moraltheologe
- Uwe Zimmermann (* 1958), Maschinenbauingenieur und Politiker (LKR)

### Persönlichkeiten, die vor Ort gewirkt haben
- Elsbeth Rickers (1916–2014), deutsche Politikerin der CDU, einzige Ehrenbürgerin der Gemeinde